# Laška žaba
Laška žaba (znanstveno ime Rana latastei) je dvoživka iz rodu Rana (prave žabe).

## Značilnosti
Zadnji kraki so zelo dolgi, kar omogoča dobro skakanje. Hrbet je svetlo rjav s svetlo vzdolžno progo. Ob straneh glave ima temno senčno pego. Gobec je ošiljen, zenica pa vodoravna. Samci imajo debelejše sprednje noge. Zraste do približno 5 cm. Samci kvakajo počasi.

## Življenjski prostor
Laška žaba živi na kopnem v vlažnih habitatih. Najdemo jo v svetlih listnatih in mešanih gozdovih. V času parjenja se zadržujejo v toplejših vodah.

## Razmnoževanje
Laške žabe se razmnožujejo v marcu. Oploditev je zunanja. Mrest leži pod vodno gladino in ima obliko kepe. Jajčeca imajo premer 2-3 mm.

## Razširjenost
Razširjena je v severni Italiji in južni Švici. V Sloveniji jo najdemo le v Vipavski dolini in na območju Goriških brd.

## Ogroženost
Laška žaba je uvrščena na rdeči seznam IUCN kot ranljiva vrsta (V) in je v Sloveniji zavarovana vrsta. Ogrožata jo predvsem izsuševanje in onesnaževanje vod, kjer odlaga mrest.